# Список министров финансов России

## Министерство финансов Российской империи
Учреждено 8 сентября 1802 года Манифестом «Об учреждении министерств».
| Имя                                        | Дата вступления в должность | Дата снятия с должности |
| ------------------------------------------ | --------------------------- | ----------------------- |
| Васильев, Алексей Иванович (1742—1807)     | 8 сентября 1802             | 15 августа 1807         |
| Голубцов, Фёдор Александрович (1758—1829)  | 26 августа 1807             | 1 января 1810           |
| Гурьев, Дмитрий Александрович (1751—1825)  | 1 января 1810               | 22 апреля 1823          |
| Канкрин, Егор Францевич (1774—1845)        | 22 апреля 1823              | 1 мая 1844              |
| Вронченко, Фёдор Павлович (1779—1852)      | 1 мая 1844                  | 6 апреля 1852           |
| Брок, Пётр Фёдорович (1805—1875)           | 9 апреля 1852               | 23 марта 1858           |
| Княжевич, Александр Максимович (1792—1872) | 23 марта 1858               | 23 января 1862          |
| Рейтерн, Михаил Христофорович (1820—1890)  | 23 января 1862              | 7 июля 1878             |
| Грейг, Самуил Алексеевич (1827—1887)       | 7 июля 1878                 | 27 октября 1880         |
| Абаза, Александр Аггеевич (1821—1895)      | 27 октября 1880             | 6 мая 1881              |
| Бунге, Николай Христианович (1823—1895)    | 6 мая 1881                  | 31 декабря 1886         |
| Вышнеградский, Иван Алексеевич (1831—1895) | 1 января 1887               | 30 августа 1892         |
| Витте, Сергей Юльевич (1849—1915)          | 30 августа 1892             | 16 августа 1903         |
| Плеске, Эдуард Дмитриевич (1852—1904)      | 16 августа 1903             | 4 февраля 1904          |
| Коковцов, Владимир Николаевич (1853—1943)  | 5 февраля 1904              | 24 октября 1905         |
| Шипов, Иван Павлович (1865—1919?)          | 28 октября 1905             | 24 апреля 1906          |
| Коковцов, Владимир Николаевич (1853—1943)  | 26 апреля 1906              | 30 января 1914          |
| Барк, Пётр Львович (1869—1937)             | 30 января 1914              | 28 февраля 1917         |

## Министерство финансов Временного правительства России
| Имя                                                                  | Дата вступления в должность | Дата снятия с должности |
| -------------------------------------------------------------------- | --------------------------- | ----------------------- |
| Терещенко, Михаил Иванович (1886—1956)                               | 2 марта 1917                | 5 мая 1917              |
| Шингарёв, Андрей Иванович (1869—1918)                                | 5 мая 1917                  | 2 июля 1917             |
| Хрущов, Александр Григорьевич (1872—1932), управляющий министерством | 11 июля 1917                | 24 июля 1917            |
| Некрасов, Николай Виссарионович (1879—1940)                          | 25 июля 1917                | 31 августа 1917         |
| Бернацкий, Михаил Владимирович (1876—1943)                           | 2 сентября 1917             | 25 октября 1917         |

Упразднено 25 октября (7 ноября) вместе с Временным правительством.

## Министерство финансовРоссийского государства
| Имя                                                                | Дата вступления в должность | Дата снятия с должности |
| ------------------------------------------------------------------ | --------------------------- | ----------------------- |
| Михайлов, Иван Адрианович (1891—1946)                              | 18 ноября 1918              | 16 августа 1919         |
| Гойер, Лев Викторович (1875—1939)                                  | 16 августа 1919             | 3 декабря 1919          |
| Бурышкин, Павел Афанасьевич (1887—1955), управляющий министерством | 3 декабря 1919              | 4 января 1920           |

Упразднено 5 января вместе с Российским правительством.

## Народный комиссариат финансов РСФСР
Учреждён 26 октября (8 ноября) 1917 года Вторым Всероссийским съездом Советов.
| Имя                                                                  | Дата вступления в должность         | Дата снятия с должности      |
| -------------------------------------------------------------------- | ----------------------------------- | ---------------------------- |
| Скворцов-Степанов, Иван Иванович (1870—1928), отказался от должности | 27 октября 1917                     | 30 октября 1917              |
| Менжинский, Вячеслав Рудольфович (1874—1934)                         | и. о.30 октября 1917 2 февраля 1918 | 2 февраля 1918 9 апреля 1918 |
| Гуковский, Исидор Эммануилович (1871—1921)                           | 9 апреля 1918                       | 16 августа 1918              |
| Крестинский, Николай Николаевич (1883—1938)                          | 16 августа 1918                     | 7 апреля 1922                |
| Сокольников, Григорий Яковлевич (1888—1939)                          | и. о.7 апреля 1922 22 ноября 1922   | 22 ноября 1922 6 июля 1923   |
| Владимиров, Мирон Константинович (1879—1925)                         | 7 июля 1923                         | 29 декабря 1924              |
| Милютин, Николай Александрович (1889—1942)                           | 29 декабря 1924                     | 21 декабря 1929              |
| Яковлева, Варвара Николаевна (1885—1941)                             | 21 декабря 1929                     | 12 сентября 1937             |
| Соколов, Николай Константинович (1896—1941), и. о.                   | 12 сентября 1937                    | 31 января 1938               |
| Попов, Василий Фёдорович (1903—1964)                                 | 7 февраля 1938                      | 20 апреля 1939               |
| Умнов, Михаил Николаевич (1905—1966)                                 | 20 апреля 1939                      | 30 сентября 1939             |
| Сафронов, Арсений Михайлович (1903—1957)                             | 23 октября 1939                     | 28 марта 1941                |
| Посконов, Алексей Андреевич (1904—1969)                              | 28 марта 1941                       | 18 июля 1945                 |
| Сафронов, Арсений Михайлович (1903—1957)                             | 18 июля 1945                        | 23 марта 1946                |

В марте 1946 года преобразован в одноимённое министерство (Закон СССР от 15 марта 1946 года о преобразовании Советов Народных Комиссаров СССР и союзных республик в Советы Министров и Указ Президиума Верховного Совета РСФСР от 23 марта 1946 года).

## Народный комиссариат финансов СССР
Образовано 6 июля 1923 года в соответствии с Конституцией СССР (Утверждена и немедленно введена в действие II сессией ЦИК СССР 6 июля 1923 года, окончательно утверждена 31 января 1924 года II Всесоюзным съездом Советов).
| Имя                                         | Дата вступления в должность        | Дата снятия с должности        |
| ------------------------------------------- | ---------------------------------- | ------------------------------ |
| Сокольников, Григорий Яковлевич (1888—1939) | 6 июля 1923                        | 16 января 1926                 |
| Брюханов, Николай Павлович (1878—1938)      | и. о.16 января 1926 29 января 1926 | 29 января 1926 18 октября 1930 |
| Гринько, Григорий Фёдорович (1890—1938)     | 18 октября 1930                    | 16 августа 1937                |
| Чубарь, Влас Яковлевич (1891—1939)          | 16 августа 1937                    | 19 января 1938                 |
| Зверев, Арсений Григорьевич (1900—1969)     | 19 января 1938                     | 15 марта 1946                  |

15 марта 1946 года преобразован в одноимённое министерство (Закон СССР от 15 марта 1946 года о преобразовании Советов Народных Комиссаров СССР и союзных республик в Советы Министров).

## Министерство финансов СССР
Образовано 19 марта 1946 года из одноимённого наркомата (Закон об образовании Правительства СССР от 19 марта 1946 года).
| Имя                                              | Дата вступления в должность                 | Дата снятия с должности        |
| ------------------------------------------------ | ------------------------------------------- | ------------------------------ |
| Зверев, Арсений Григорьевич (1900—1969)          | 19 марта 1946                               | 16 февраля 1948                |
| Косыгин, Алексей Николаевич (1904—1980)          | 16 февраля 1948                             | 28 декабря 1948                |
| Зверев, Арсений Григорьевич (1900—1969)          | 28 декабря 1948                             | 16 мая 1960                    |
| Гарбузов, Василий Фёдорович (1911—1985)          | 16 мая 1960                                 | 12 ноября 1985                 |
| Деменцев, Виктор Владимирович (1918—2010), и. о. | 12 ноября 1985                              | 13 декабря 1985                |
| Гостев, Борис Иванович (1927—2015)               | 13 декабря 1985                             | 7 июня 1989                    |
| Павлов, Валентин Сергеевич (1937—2003)           | 3 июля 1989                                 | 14 января 1991                 |
| Орлов, Владимир Ефимович (1936—2005)             | 14 января 1991 де-юре и. о. 28 августа 1991 | 28 августа 1991 26 ноября 1991 |
| Раевский, Владимир Абрамович (1938—2020), и. о.  | 21 августа 1991                             | 4 февраля 1992                 |

Ликвидировано постановлением Правительства РСФСР от 15 ноября 1991 года № 8, его предприятия и организации переведены в подчинение Министерства экономики и финансов РСФСР.

## Министерство финансов РСФСР
Образовано в марте 1946 года из одноимённого наркомата (Закон СССР от 15 марта 1946 года о преобразовании Советов Народных Комиссаров СССР и союзных республик в Советы Министров и Указ Президиума Верховного Совета РСФСР от 23 марта 1946 года).
| Имя                                       | Дата вступления в должность                     | Дата снятия с должности                  |
| ----------------------------------------- | ----------------------------------------------- | ---------------------------------------- |
| Сафронов, Арсений Михайлович (1903—1957)  | 23 марта 1946                                   | 12 июля 1949                             |
| Фадеев, Иван Иванович (1906—1976)         | 21 сентября 1949                                | 9 марта 1973                             |
| Бобровников, Андрей Андреевич (1920—1995) | 9 марта 1973                                    | 10 мая 1990                              |
| Фёдоров, Борис Григорьевич (1958—2008)    | 14 июля 1990                                    | 28 декабря 1990                          |
| Лазарев, Игорь Николаевич (1937—1997)     | 28 декабря 1990 и. о. 11 июля 1991 25 июля 1991 | 10 июля 1991 25 июля 1991 11 ноября 1991 |

11 ноября 1991 года на базе Министерства финансов РСФСР создано Министерство экономики и финансов РСФСР. Указом Президента России № 11 от 4 января 1992 года объявлено, что на основании Указов Президента РСФСР № 190 от 11 ноября 1991 года и № 242 от 28 ноября 1991 года Министерство финансов РСФСР считается упраздненным с 11 ноября 1991 года. При этом не были внесены изменения в Законы РСФСР «О Совете Министров РСФСР» и «О республиканских министерствах и государственных комитетах РСФСР».

## Министерство экономики и финансов РСФСР
Образовано 11 ноября 1991 года на базе министерств экономики и финансов РСФСР (Указ Президента РСФСР от 11 ноября 1991 года № 190).
| Имя                                | Дата вступления в должность | Дата снятия с должности |
| ---------------------------------- | --------------------------- | ----------------------- |
| Гайдар, Егор Тимурович (1956—2009) | 11 ноября 1991              | 25 декабря 1991         |

25 декабря 1991 года Верховный Совет РСФСР принял закон о переименовании РСФСР в Российскую Федерацию (РФ). 21 апреля 1992 года Съезд народных депутатов РСФСР утвердил переименование, внеся соответствующие изменения в Конституцию РСФСР, которые вступили в силу 16 мая 1992 года.

## Министерство экономики и финансов РФ
| Имя                                | Дата вступления в должность | Дата снятия с должности |
| ---------------------------------- | --------------------------- | ----------------------- |
| Гайдар, Егор Тимурович (1956—2009) | 25 декабря 1991             | 19 февраля 1992         |

19 февраля 1992 года разделено на два министерства — Министерство экономики Российской Федерации и Министерство финансов Российской Федерации.

## Министерство финансов РФ
| Имя                                               | Дата вступления в должность           | Дата снятия с должности            |
| ------------------------------------------------- | ------------------------------------- | ---------------------------------- |
| Гайдар, Егор Тимурович (1956—2009)                | 19 февраля 1992                       | 2 апреля 1992                      |
| Барчук, Василий Васильевич (род. 1941)            | 2 апреля 1992                         | 25 марта 1993                      |
| Фёдоров, Борис Григорьевич (1958—2008)            | 25 марта 1993                         | 26 января 1994                     |
| Дубинин, Сергей Константинович (род. 1950), и. о. | 26 января 1994                        | 12 октября 1994                    |
| Вавилов, Андрей Петрович (род. 1961), и. о.       | 12 октября 1994                       | 4 ноября 1994                      |
| Пансков, Владимир Георгиевич (род. 1944)          | 4 ноября 1994                         | 15 августа 1996                    |
| Лившиц, Александр Яковлевич (1946—2013)           | 14 августа 1996                       | 17 марта 1997                      |
| Чубайс, Анатолий Борисович (род. 1955)            | 17 марта 1997                         | 20 ноября 1997                     |
| Задорнов, Михаил Михайлович (род. 1963)           | 20 ноября 1997                        | 25 мая 1999                        |
| Касьянов, Михаил Михайлович (род. 1957)           | 25 мая 1999                           | 18 мая 2000                        |
| Кудрин, Алексей Леонидович (род. 1960)            | 18 мая 2000                           | 26 сентября 2011                   |
| Силуанов, Антон Германович (род. 1963)            | и. о.27 сентября 2011 16 декабря 2011 | 16 декабря 2011 по настоящее время |

25 декабря 1991 года Верховный Совет РСФСР принял закон о переименовании РСФСР в Российскую Федерацию (РФ). 21 апреля 1992 года Съезд народных депутатов РСФСР утвердил переименование, внеся соответствующие изменения в Конституцию РСФСР, которые вступили в силу 16 мая 1992 года.